# Ene (rivier)
De rivier de Ene is een korte Peruaanse rivier die ontstaat uit de samenvloeiing van de Apurimac en de Mantaro op 400 m hoogte. De Ene verenigt zich met de Perené in het dorp Puerto Prado, op 295 m, om de Tambo te vormen. De Ene stroomt langs de oostelijke helling van de Peruaanse Andes, in het zuiden van het land.

## Geografie
Waar de Ene ontstaat, verenigen zich ook de regio's Junín, Cusco en Ayacucho.
De Ene strekt zich uit over het oostelijk deel van de provincie Satipo, en volgt een koers van zuid naar noord, in het hoge woud van Junin. Haar vallei is dunbevolkt. De Ene is kort (180,6 km) maar heeft een steile helling en veel zijriviertjes.